# Communes de la wilaya de Béchar
Pour les autres communes, voir Liste des communes d'Algérie.

## Communes de la wilaya de Béchar
Localisation des communes dans la wilaya de Béchar :
1. Béchar
2. Erg Ferradj
3. Ouled Khoudir
4. Meridja
5. Timoudi
6. Lahmar
7. Beni Abbes
8. Beni Ikhlef
9. Mechraa Houari Boumedienne
10. Kenadsa
11. Igli
12. Tabelbala
13. Taghit
14. El Ouata
15. Boukais
16. Mougheul
17. Abadla
18. Kerzaz
19. Ksabi
20. Tamtert
21. Beni Ounif

Le tableau suivant donne la liste des communes de la wilaya de Béchar, en précisant pour chaque commune : son code ONS, son nom, sa population et sa superficie et mentionne celles transférées dans la wilaya de Béni Abbès à partir de 2019.
| Code ONS | Commune                    | Population | Superficie (km2) | Observations                                        |
| -------- | -------------------------- | ---------- | ---------------- | --------------------------------------------------- |
| 0801     | Béchar                     | +171 724,  | +005 050,        |                                                     |
| 0802     | Erg Ferradj                | +004 554,  | +006 410,        |                                                     |
| 0803     | Ouled Khoudir              | +004 347,  | +001 920,        | Commune de la wilaya de Béni Abbès à partir de 2019 |
| 0804     | Meridja                    | +000570,   | +002 270,        |                                                     |
| 0805     | Timoudi                    | +002 452,  | +006 175,        | Commune de la wilaya de Béni Abbès à partir de 2019 |
| 0806     | Lahmar                     | +002 061,  | +000820,         |                                                     |
| 0807     | Béni Abbès                 | +011 416,  | +010 040,        | Commune de la wilaya de Béni Abbès à partir de 2019 |
| 0808     | Beni Ikhlef                | +002 488,  | +002 615,        | Commune de la wilaya de Béni Abbès à partir de 2019 |
| 0809     | Mechraa Houari Boumedienne | +003 088,  | +002 820,        |                                                     |
| 0810     | Kenadsa                    | +014 060,  | +002 770,        |                                                     |
| 0811     | Igli                       | +006 833,  | +006 220,        | Commune de la wilaya de Béni Abbès à partir de 2019 |
| 0812     | Tabelbala                  | +005 248,  | +060 560,        | Commune de la wilaya de Béni Abbès à partir de 2019 |
| 0813     | Taghit                     | +006 505,  | +008 040,        |                                                     |
| 0814     | El Ouata                   | +007 702,  | +007 950,        | Commune de la wilaya de Béni Abbès à partir de 2019 |
| 0815     | Boukais                    | +000937,   | +001 760,        |                                                     |
| 8016     | Mougheul                   | +000616,   | +000640,         |                                                     |
| 0817     | Abadla                     | +014 364,  | +002 870,        |                                                     |
| 0818     | Kerzaz                     | +005 136,  | +010 520,        | Commune de la wilaya de Béni Abbès à partir de 2019 |
| 0819     | Ksabi                      | +003 274,  | +002 220,        | Commune de la wilaya de Béni Abbès à partir de 2019 |
| 0820     | Tamtert                    | +001 267,  | +003 130,        | Commune de la wilaya de Béni Abbès à partir de 2019 |
| 0821     | Beni Ounif                 | +011 209,  | +016 600,        |                                                     |

## Anciennes communes avant 2019
Avant l'organisation territoriale de 2019, les communes de la nouvelle wilaya de Béni Abbès étaient rattachées à la wilaya :
1. Béni Abbès
2. Beni Ikhlef
3. El Ouata
4. Igli
5. Kerzaz
6. Ksabi
7. Oulad khodeir
8. Tabelbala
9. Tamtert
10. Timoudi